# Pulszky Károly-díj
A 40. életévüket be nem töltött, muzeológusoknak, restaurátoroknak és közművelődési szakembereknek adományozható díj, melyet a Pulszky Társaság – Magyar Múzeumi Egyesület 2004-ben alapított. A díjra múzeumi munkatársak vagy közösségek jelölhetnek, a díjazott személyéről az Elnökség előterjesztése alapján a Választmány dönt. A díjjal járó emlékplakett és oklevél átadására az éves közgyűlésen kerül sor. A díjat minden évben legfeljebb két szakember kaphatja meg.
2004 óta 12 alkalommal (2009-ben és 2014-ben nem adták ki a díjat) adták át a Pulszky Károly-díjat. Háromszor (2004; 2015. és 2016-ban) két díjazott is kapott emlékplakettet és oklevelet.

## Díjazottak
- 2004: Romsics Imre; Vig Károly
- 2005: Hegyessy Gábor
- 2006: Kemecsi Lajos
- 2007: Terei György
- 2008: Gönczi Ambrus
- 2009: nem adták ki
- 2010: Máacsai Anetta
- 2011: Nagyné Batári Zsuzsanna
- 2012: Szalkai Tímea
- 2013: Havasi Bálint
- 2014: nem adták ki
- 2015: Bogdán Melinda, Török Róbert
- 2016: Bárd Edit, Sári Zsolt
- 2017: Hegedűs Krisztián
- 2018: Vas Zoltán, Szabó Attila